# Барятино (Дзержинский район)
Барятино (ранее Рождественно) — село в Дзержинском районе Калужской области России. Входит в состав сельского поселения «Деревня Никольское».

## География
Село расположено в 6 км от города Кондрово. С севера и востока от деревни протекает река Медынка.

## Население
| 2002 | 2010 |
| ---- | ---- |
| 70   | ↗85  |

## История
Ранее относилась к Медынскому уезду. С последней трети XVIII века здесь располагалась усадьба генерала А. А. Познякова. Затем в начале XIX века хозяйкой имения являлась его жена А. В. Познякова (в девичестве Олсуфьева), после неё — её брату действительному статскому советнику М. В. Олсуфьеву.
От усадьбы сохранился храм Рождества Богородицы, построенный в 1796 году в стиле классицизм на средства А. В. Поздняковой, возле храма имеются старые надгробия. Главный придел церкви освящён в честь Рождества Богородицы, другой — в честь святых Космы и Дамиана. Церковь была закрыта в 1938 году, настоятель Евфросин (Фомин) расстрелян. Вновь была открыта в 50-е годы. При храме постепенно складывалась монашеская община. В 1995 году по решению Священного Синода РПЦ община была превращена в женский монастырь, получивший название Богородично-Рождественская девичья пустынь.